# 5e brigade expéditionnaire des Marines
5th Marine Expeditionary Brigade
La 5e Marine Expeditionary Brigade est une unité du Corps des Marines des États-Unis. Une fois déployée, il sert de Force tactique terrestre et aérienne des Marines. 

## Histoire
La 5e MEB a été activée pour la première fois pendant la Première Guerre mondiale et a servi en France à protéger les lignes d'approvisionnement et les garnisons qui étaient essentielles pour soutenir les 5e et 6e régiments de marine pendant la défaite de l'armée allemande par les alliés au cours de l'offensive Meuse-Argonne. 
Au cours de la crise des missiles cubains, le 3e groupe amphibie a embarqué des unités de la 5e brigade expéditionnaire de marine et a quitté San Diego le 27 octobre, avec deux escadrons amphibies renforcés et le navire de commandement amphibie USS Eldorado (AGC-11). Le canal de Panama était alors fermé à la navigation commerciale et, le 5 novembre, des navires de guerre du groupe amphibie 3, avec 11 000 marins et marines embarqués, sont arrivés au Panama. Les 22 navires amphibies ont traversé le canal vers les Caraïbes et la 5e MEB fut placée sous commandement de la flotte atlantique jusqu'à la fin de la crise des missiles. La 5e MEB est revenue sur la côte ouest le 15 décembre 1962. Pendant le reste de 1962, les navires ont été amarrés à Long Beach et San Diego avec, à borde, le matériel de la 5e MEB. 
En 1970, la 5e MEB était en garnison au Camp Pendleton (sur la base du Camp San Mateo). Le 3e bataillon du 3e Régiment de Marines faisait alors partie du 5e MEB. 
En 1990, la 5e MEB est engagé pour la guerre du Golfe et sert dans le golfe Persique au sein d'un groupe amphibie. Le groupe amphibie conduisit une manœuvre de débarquement depuis la mer comme une opération de déception. 

### 2015
Elle fut réactivée le 15 octobre 2015 au Naval Support Activity Bahrain. Il s'agissait d'une nouvelle désignation de l'élément de commandement, Marine Forces Central Command Forward.

## Voir également
- Groupe de travail air-sol marin
- 1re Marine Expeditionary Brigade
- 2e Marine Expeditionary Brigade
- 3e Marine Expeditionary Brigade
- 4e Marine Expeditionary Brigade (anti-terroriste)
- 7e Marine Expeditionary Brigade
- 9e Marine Expeditionary Brigade